# Цефіксим
Цефіксим — напівсинтетичний антибіотик із групи цефалоспоринів ІІІ покоління широкого спектра дії для перорального застосування.

## Фармакологічні властивості
Цефіксим — антибіотик, що діє бактерицидно, порушуючи синтез клітинної стінки бактерій. Препарат має широкий спектр антимікробної дії. Чутливими до препарату є стрептококи, Escherichia coli, Moraxella catarrhalis, Haemophilus influenzae, Proteus spp., клебсієли, Neisseria gonorrhoeae, сальмонелли, шиґелли, Citrobacter spp., Enterobacter spp., Serratia spp. Нечутливими до цефіксіму є стафілококи, лістерії, анаеробні бактерії (у тому числі клостридії), Pseudomonas, ентерококи, туберкульозна паличка.

### Фармакодинаміка
Після прийому всередину цефіксим швидко всмоктується, максимальна концентрація в крові досягається протягом 4 годин. Біодоступність препарату становить 40—50 %. Добре проникає в тканини і рідини, особливо дихальної системи (мигдалики, гайморова пазуха, слизова оболонка бронхів, мокрота). Цефіксим проникає через плацентарний бар'єр. Даних за виділення у грудне молоко у людей немає. Період напіввиведення препарату становить 3—4 години. Виводиться з організму переважно в незміненому вигляді, 50 % — з сечею, 10 % — з жовчю. У хворих із нирковою недостатністю період напіввиведення може збільшуватись до 11,5 годин.

## Показання до застосування
Цефіксим застосовують при інфекціях, викликаними чутливими до нього збудниками, а саме при інфекціях ЛОР-органів — отитах, фарингітах, тонзилітах, синуситах; захворюваннях нижніх дихальних шляхів — бронхітах, пневмоніях; неускладнених інфекціях сечових шляхів — циститі, пієлонефриті, уретриті, гонореї.

## Побічна дія
При застосуванні цефіксиму можливі такі побічні ефекти:
- Алергічні реакції — рідко шкірні висипання, свербіж шкіри, кропив'янка; дуже рідко прояви, які нагадують сироваткову хворобу, гарячка, синдром Стівенса-Джонсона, синдром Лаєлла, анафілактичний шок.
- З боку травної системи — нечасто діарея, нудота, блювання, кандидоз ротової порожнини, холестатична жовтяниця; дуже рідко псевдомембранозний коліт, метеоризм, стоматит, ґлосит.
- З боку сечостатевої системи — рідко інтерстиціальний нефрит, порушення функції нирок, вагінальний кандидоз.
- З боку нервової системи — рідко головний біль, запаморочення, втомлюваність.
- Зміни в лабораторних показниках — рідко еозинофілія, лейкопенія, тромбоцитопенія, тромбоцитоз, нейтропенія, гемолітична анемія, нейтропенія, гіпопротромбінемія, агранулоцитоз, підвищення в крові рівня сечовини і креатиніну, гіпербілірубінемія, підвищення активності в плазмі крові амінотрансфераз і лужної фосфатази.

## Протипокази
Цефіксим протипоказаний при підвищеній чутливості до β-лактамних антибіотиків, бронхіальній астмі, нирковій недостатності. З обережністю призначають препарат при вагітності. Під час лікування цефіксимом рекомендовано припинити годування грудьми.

## Форми випуску
Цефіксим випускається у вигляді таблеток і желатинових капсул по 0,2 і 0,4 г., а також у вигляді порошка для приготування суспензії для прийому всередину.